# Rajko Grlić
Rajko Grlić (* 2. září 1947 Záhřeb) je chorvatský režisér, producent a scenárista jugoslávského původu, profesor filmové teorie na Ohijské univerzitě, spoluzakladatel a umělecký ředitel filmového festivalu v Motovunu. Jeho rodiči jsou novinářka a spisovatelka Evy Grlićová a filozof a univerzitní profesor estetiky Danko Grlić.

## Biografie
V letech 1963–1965 navštěvoval v Záhřebu novinářskou školu. Po maturitě (1966)  hrál ve studentském experimentálním divadle a časopisecky publikovat krátké prózy. Po ročním studiu filozofie na univerzitě v Záhřebu přešel na pražskou FAMU, kde v roce 1971 promoval jako absolvent režie ve třídě Elmara Klose. Skupina uznávaných jugoslávských režisérů, kteří v 60. a 70. letech na této škole studovali, se souhrnně označuje jako tzv. Pražská škola. Kromě Grliće se do této školy řadí Goran Paskaljević, Srdjan Karanović, Lordan Zafranović nebo Goran Marković. Někdy je k nim řazen i Emir Kusturica. 
Po návratu ze studií se stal jednou z nejvýraznějších postav chorvatského filmu. Po několika krátkometrážních filmech debutoval celovečerním filmem Ať se děje, co se děje (Kud puklo da puklo, 1974), za scenáristické spolupráce Srdjana Karanoviće a Alexe Koenigsmarka. Jeho filmy, které se vyznačují  silným režisérským rukopisem a pečlivou stylizací, získaly řadu domácích i světových ocenění. Mezi nejúspěšnější patří světovými festivaly oceňovaný snímek Jen jednou se miluje (Samo jednom se ljubi, 1981).
Počátkem 90. let, během chorvatské války za nezávislost, z politických důvodů opustil Chorvatsko a usadil se ve Spojených státech, kde působil především jako vysokoškolský pedagog (Kolumbijská univerzita v New Yorku, Ohijská universita)

## Filmografie
Celovečerní hrané filmy – režisér a spoluscenárista
- Ať se děje, co se děje (Kud puklo da puklo, 1974)
- Bravo, maestro (Bravo maestro, 1978)
- Jen jednou se miluje (Samo jednom se ljubi, 1981)
- V čelistech života (U raljama života, 1984)
- Štěstí pro tři (Za sreću je potrebno troje, 1985)
- Léto bílých růží (Djavolji raj, 1989)
- Čaruga (1991)
- Josephine (2001)
- Hraniční hlídka (Karaula, 2006)
- Zůstane to mezi námi (Neka ostane medju nama, 2010)
- Ústava (Ustav Republike Hrvatske, 2016)

Celovečerní hrané filmy – producent
- Léto bílých růží (Djavolji raj, 1989) (koproducent)
- Čaruga (1991) (koproducent)
- Virdžina (Virdzina, 1991) (koproducent)
- Odchod (Departure, 2018)

Dlouhometrážní dokumentární filmy – režisér a spoluscenárista
- Každý člověk je dobrý člověk ve špinavém světě (Svaki je čovjek dobar čovjek u rdjavom svijetu, 1969)
- Nová, nová doba (Novo, novo vrijeme, 2001) (spolurežisér Igor Mirković)
- Roberto & Paolo (Roberto und Paolo – Zwei Leben fürs Theater, 2005)
- Každý dobrý příběh je milostný příběh (Vsaka dobra zgodba je ljubezenska zgodba, 2017) (spolurežisér Matjaž Ivanišin)

Dlouhometrážní dokumentární filmy – producent
- Nová, nová doba (Novo, novo vrijeme, 2001) (koproducent)
- Šťastné dítě (Sretno dijete, 2003)
- Jak to Ohio dokázalo (How Ohio Pulled It Off, 2007)

Krátkometrážní a středometrážní filmy
- Cihla (Cigla, 1963)
- Kam kráčíš Kunhuto (Kuda ideš Kunigundo, 1965)
- Kairos (1966)
- Průchod (Prolazak, 1966)
- Djurdja (1967)
- Nedorozumění (Nesporazum, 1968)
- Vypravuj mi něco hezkého (1969)
- Předmluva (Predgovor, 1971)
- Všechno se navzájem požírá (Sve jedno drugo pojede, 1971)
- Vyprávím ti příběh (Přičam ti priču, 1973)
- Pitná voda a svoboda (Pitka voda i sloboda, 1976)
- Záhřeb (Zagreb, 1978)
- Modrá laguna Poreč (Plava laguna Poreč, 1981)
- Pitná voda a svoboda II (Pitka voda i sloboda II, 1987)
- Paříž – Istrie (Pariži, Istria, 1991)
- Pasta Paolo (1997)
- Pitná voda a svoboda III (Pitka voda i sloboda III, 1998)
- Balvan (Stina, 2003)
- John „Medvěd“ Butler (John „The Bear“ Butler, 2010)

Televizní tvorba – režisér a scenárista
- My z Prahy (Mi iz Praga, 1968)
- Hamlet (1969)
- Pochvaly (Pohvale, 1971)
- Divoké příběhy (Žestoke priče, 1976)
- Štefica Cveková v čelistech života (Štefica Cvek u raljama života, 1984)
- Není to můj život, je jen dočasný (To nije moj život, to je samo privremeno, 1985)
- Záhřebská pohádka (Zagrebačka bajka, 1987)
- Skutečný Čaruga (Stvarni Čaruga, 1991)
- Po deseti letech (Nakon deset godina, 2010) (spolurežisér Igor Mirković)